# Autevielle-Saint-Martin-Bideren
Autevielle-Saint-Martin-Bideren è un comune francese di 158 abitanti situato nel dipartimento dei Pirenei Atlantici nella regione della Nuova Aquitania.
Il territorio del comune è bagnato dalla gave d'Oloron e dal suo affluente Saison, che ivi confluisce.

## Società

### Evoluzione demografica
Abitanti censiti